# الدوري الجنوبي لكرة القدم 1982–83
الدوري الجنوبي لكرة القدم 1982–83 (بالإنجليزية: 1982–83 Southern Football League) هو موسم من الدوري الجنوبي الممتاز، الذي يعد أعلى دوري كرة قدم في جمهورية أيرلندا، فاز فيه نادي ليمنجتون.